# Tretopleura candelabrum
Tretopleura candelabrum är en svampdjursart som beskrevs av Isao Ijima 1927. Tretopleura candelabrum ingår i släktet Tretopleura och familjen Uncinateridae.
Artens utbredningsområde är havet kring Indonesien. Inga underarter finns listade i Catalogue of Life.